# Suzanne Vega
Suzanne Nadine Vega (født 11. juli 1959) er en amerikansk folk-rock forsanger og sangskriver.
I 2005 blev hun H.C. Andersen ambassadør 

## Album
- Suzanne Vega (1985)
  - Marlene On The Wall
  - Small Blue Thing
  - The Queen And The Soldier
- Solitude Standing (1987)
  - Gypsy
  - Luka
  - Solitude Standing
  - Tom's Diner (a cappella)
- Days of Open Hand (1990)
  - Book Of Dreams
  - Men In A War
  - Tired Of Sleeping
- 99,9° F (1992)
  - 99,9° F
  - Blood Makes Noise
  - In Liverpool
  - When Heroes Go Down
- Nine Objects of Desire (1996)
  - Caramel
  - No Cheap Thrill
  - World Before Columbus
- Tried And True (1998)
  - Left Of Center
  - Book And A Cover
- Songs in Red and Gray (2001)
  - Last Year's Troubles
  - (I'll Never Be) Your Maggie May
  - Penitent
- Retrospective: The Best of Suzanne Vega (2003)
- Beauty and Crime (2007)
  - Zephyr & I
  - Ludlow Street
  - New York Is A Woman
  - Pornographer's Dream
  - Frank & Ava
  - Edith Wharton's Figurines
  - Bound
  - Unbound
  - As You Are Now
  - Angel's Doorway
  - Anniversary
- Tales From the Realm of the Queen of Pentacles (2014)
- Lover, Beloved: Songs from an Evening with Carson McCullers (2016)
- Flying with Angels (2025)

## Koncerter i Danmark
- Fredag d. 7. juli 2000 på Midtfyns Festivalen.
- Torsdag d. 5. juli 2001 i Amager Bio (kun med bassisten Mike Visceglia).
- Mandag d. 25. februar 2002 i Pumpehuset.
- Mandag d. 17. juli 2006 i Train under Århus Jazzfestival.
- Tirsdag d. 7. august 2007 i Amager Bio.
- Mandag d. 8. november 2010 i Store Vega.
- Tirsdag d. 30. Juni 2015 Mølleparken, Sønderborg